# Orson Hyde
Pour les articles homonymes, voir Hyde.
Orson Hyde, né le 8 janvier 1805 à Oxford (Connecticut) et mort le 28 novembre 1878 à Spring City (Utah), est un missionnaire mormon.

## Biographie
Hyde est un des tout premiers missionnaires du Connecticut puisqu'il y prêche dès 1832,. Il prêche aussi dans le Maine et dans le Massachusetts. Nommé apôtre en 1835, il prêche en Grande-Bretagne en 1837-1838 puis est envoyé en Palestine (1841-1842).
Il devient Président des douze apôtres en 1847 et le restera jusqu'en 1875.